# جسور حسن‌اف (زاده ۱۹۸۳)
جسور حسن‌اف (انگلیسی: Jasur Hasanov؛ زادهٔ ۲ اوت ۱۹۸۳) یک بازیکن فوتبال اهل ازبکستان است.
از باشگاه‌هایی که در آن بازی کرده‌است می‌توان به باشگاه فوتبال بنیادکار، باشگاه ورزشی لخویا، باشگاه ورزشی القطر، باشگاه فوتبال الامارات امارات و باشگاه فوتبال لوکوموتیو تاشکند اشاره کرد.
وی همچنین در تیم ملی فوتبال ازبکستان سابقه ۳۹ بازی ملی دارد.